# 伊達定宗 (園芸家)
伊達 定宗（だて さだむね、1902年（明治35年）12月22日 - 1955年（昭和30年）3月17日）は、日本の華族、造園家、園芸家。吉田伊達家12代当主。旧名は定（さだ）。
東京生まれ、子爵伊達宗定の二男で、前当主の子爵伊達宗起の弟。伊達定清、伊達定継の父。

## 略歴
1925年（大正14年）東京農業大学本科卒業後、匠生として宮内省内匠寮工務課庭園係に勤務した。1929年（昭和4年）に宮内技手補、次いで1933年（昭和8年）宮内技手となった。
1934年（昭和9年）9月20日に分家したが、兄宗起が1940年に34歳で死去したことに伴い本家に復籍し、1941年（昭和16年）6月16日に子爵を襲爵した。同年に定宗と改名。
1946年（昭和21年）宮内技師となり、その後退官した。宮内省に在職中は皇居および新宿御苑に勤務した。